# Peter I. von Falkow
Peter I. von Falkow (polnisch: Piotr z Falkowa; † 1348 in Avignon) war ab 1347 Bischof von Krakau. Seine Familie war Teil der Wappengemeinschaft Doliwa.

## Leben
Peter war Mitarbeiter des Krakauer Bischofs Johann II. Grot. Nach dessen Tod wurde er 1347 zum neuen Bischof gewählt und reiste zu Papst Clemens VI. nach Avignon, um sich die Wahl bestätigen zu lassen und gleichzeitig als Gesandter des polnischen Königs Kasimir des Großen. Am 12. Dezember 1347 erlangte er die päpstliche Bestätigung, erkrankte jedoch in Avignon an der Pest und starb dort 1348. Der mit ihm gereiste Dekan des Krakauer Domkapitels Bodzenta von Września wurde sodann vom Papst zum Bischof von Krakau ernannt.